# Edie Ceccarelli
Edith Ceccarelli (ur. 5 lutego 1908 w Willits, zm. 22 lutego 2024) – amerykańska superstulatka.

## Życiorys
Urodziła się 5 lutego 1908 roku w Willits w Kalifornii w USA, jako pierwsza z siedmiorga dzieci włoskich imigrantów Agostino i Marii Recagno. Jej ojciec prowadził w sklep, a następnie stacje paliw w Willits. W 1927 ukończyła Willits Union High School. 17 listopada 1933 poślubiła Elmera „Bricka” Keenana i wraz z nim w 1934 roku przeniosła się do Santa Rosa w Kalifornii, gdzie jej mąż pracował dla lokalnej Partii Demokratycznej jako rzecznik prasowy. Para wróciła na stałe do Willits w 1971 roku. Jej mąż zmarł w 1984 roku. Ponownie wyszła za mąż w 1986 roku za Charlesa Ceccarelliego, który zmarł w 1990 roku. Edith Ceccarelli mieszkała samodzielnie we własnym domu do 107 roku życia, po czym przeniosła się do domu seniora.
Po śmierci Bessie Hendricks w dniu 3 stycznia 2023 roku została najstarszą mieszkanką USA. Była drugą najstarszą zweryfikowaną, żyjącą osobą na świecie według Gerontology Research Group.
Na cześć Edith Ceccarelli, w dniu jej urodzin organizowana była w Willits – parada samochodów.